# М-225
М-225  — инженерный боеприпас для поражения живой силы и легкобронированной техники. Имеет кассетную боевую часть. Применяется против групповых целей, таких как наступающая при поддержке легкобронированной техники пехота, артиллерийские подразделения на марше, в местах привалов. Принципиально новый образец управляемой мины.
Поскольку, М-225 на вооружении не состоит, наименование дано по заводской номенклатуре.
Мина впервые была показана на международной выставке технических средств обороны и защиты в Нижнем Тагиле 3-8 июля 2001 года.

## Применение
Мина устанавливается в грунт на глубину порядка 60 см. от верхней части мины. Управление минами осуществляется оператором, для этого используют проводной пульт управления ПУ-404П или радиопульт ПУ-404Р. Один пульт управляет работой 100 мин. Дальность управления проводного пульта до 4 км. радиопульта до 10 км.
Мина снабжена комбинированным детектором цели, включающим сейсмический, магнитный и тепловой датчики. При вторжении целей в зону обнаружения (радиус зоны - 150-250 метров) датчики цели информируют пульт, пульт выдает оператору рекомендации о целесообразности подрыва мин.
При поступлении с пульта управления команды на взрыв, срабатывает пиропатрон, сбрасывающий маскировочный слой грунта и крышку мины. Затем запускается ракетный двигатель, кассетная боевая часть поднимается на высоту 45-60 метров, после чего из кассеты, на расстояние 85-95 метров, пиропатронами  выбрасываются суббоеприпасы в количестве 40 штук.

## ТТХ
| Характеристика                        | Значение                    |
| ------------------------------------- | --------------------------- |
| Материал корпуса                      | металл                      |
| Масса                                 | 100 кг                      |
| Диаметр                               | 60 см                       |
| Высота корпуса                        | 100 см                      |
| Чувствительность датчика цели         | 150-200 м                   |
| Радиус сплошного поражения            | 85-95 м                     |
| Температурный диапазон применения     | −40…+50 °С                  |
| Количество поражающих элементов       | 40 шт.                      |
| Бронепробиваемость поражающего эл.    | до 30 мм. брони             |
| Радиус поражения осколками пораж. эл. | до 17 м.                    |
| Приведенная площадь поражения         | 25000 кв. м.                |
| Время боевого дежурства               | 30 сут.                     |
| Время пассивного ожидания             | зависит от элемента питания |

## Юридическая сторона
Поскольку М-225 приводится в действие командой оператора, то её можно причислить к артиллерийским орудиям. Она не подпадает под юрисдикцию, Оттавской Конвенции и под действие Протокола II-й Женевской Конвенции.